# Wayne Bianchin
Wayne Richard Bianchin (Nanaimo, 6 settembre 1953) è un ex hockeista su ghiaccio canadese naturalizzato italiano.

## Carriera

### Club
Scelto dai Pittsburgh Penguins al secondo giro dell'NHL Amateur Draft 1974 (23º assoluto), giocò con loro dal 1973 al 1979, raccogliendo complessivamente 265 presenze, giocando poi in farm team in American Hockey League (Hershey Bears e Syracuse Eagles). Nell'estate del 1974 si infortunò gravemente al collo mentre faceva surf alle Hawaii, e rischiò un prematuro ritiro dalle competizioni: saltò quasi l'intera stagione 1974-1975.
In occasione dell'NHL Expansion Draft 1979 passò dai Penguins agli Edmonton Oilers, dove raccolse in una stagione altre 11 presenze in NHL, giocando per il resto in Central Hockey League con la maglia degli Houston Apollos.
Si trasferì poi nel campionato italiano, dove disputò due stagioni, una con l'HC Asiago (1980-1981) e una con l'AS Mastini Varese (1981-1982).

### Nazionale
Essendo il padre italiano Bianchin poté vestire la maglia della Nazionale azzurra, con cui vinse la Pool B del 1981.

## Palmarès

### Nazionale
- Campionato mondiale di hockey su ghiaccio - Pool B: 1

Italia 1981